# Lily Weiser-Aall

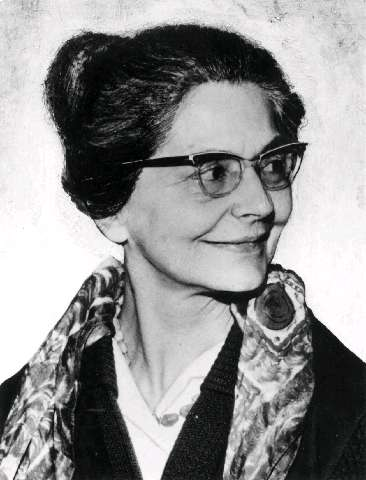
Lily Weiser-Aall, Foto Norsk Folkemuseum, 1965.

Lily Weiser-Aall (geboren 18. Dezember 1898 in Wien, Österreich-Ungarn; gestorben 26. Februar 1987 in Oslo) war eine österreichisch-norwegische Volkskundlerin und Ethnologin. Sie war die erste Frau, die sich im Fach Volkskunde habilitierte.

## Leben
Weiser-Aall wurde als Elisabeth Augusta Jeanette Weiser, genannt Lily, in eine Wiener großbürgerlichen Familie geboren. Der Vater war Rechtsanwalt und stammte von Zuwanderern aus der Steiermark und Tirol ab, die Mutter war eine Sängerin und Pianistin aus Heidelberg.
Nach dem Abitur studierte sie an der Universität Wien Germanistik und nordische Philologie. Im Jahr 1920 verbrachte sie einen Studienaufenthalt in Schweden. Ab dem fünften Semester studierte sie bei Rudolf Much, seitdem zählte sie zum besonderen Kreis von dessen Schülern. Bei Much promovierte sie 1922 mit einer volkskundlichen Arbeit zum „Julfest, Weihnachten und Weihnachtsgeschenke“, die 1923 publiziert wurde.
Nach dem Studienabschluss folgte ein Praktikum an einem Museum in Hamburg, und ab 1923 war sie an einer Wiener Mittelschule für Mädchen als Lehrerin tätig. Es folgten Aufenthalte und Reisen nach Schweden, Italien für Tagungen und Konferenzen und Vorträgen. Hierbei knüpfte sie Kontakte beispielsweise zu den Volkskundlern Viktor von Geramb und Eugen Fehrle. Fehrle war es auch, der ihre Habilitationsschrift „Altgermanische Jünglingsweihen und Männerbünde“, die ebenfalls bei Much 1926 erfolgte, in dessen neuer Heidelberger Reihe „Bausteine zur deutschen Volkskunde und Religionswissenschaft“ als Heft 1 im Jahr 1927 veröffentlichte. Diese forschungsgeschichtliche einflussreiche und umstrittene Arbeit war ein „Beitrag zur deutschen und nordischen Altertums- und Volkskunde“. 1927 erhielt sie die Venia legendi für „Germanische Altertums- und Volkskunde“.
Es folgten ab dem Sommersemester 1928 Lesungen zur „Deutschen Volkskunde“ weitere Lehrveranstaltungen wurden von ihr abgesagt, da sie sich für die Heirat mit dem norwegischen Philosophen und Psychologen Anathon Aall (1867–1943) beurlauben ließ und mit ihm 1929 nach Oslo übersiedelte, wo sie fortan lebte. Mit Aall hatte sie drei Kinder.
Für den Beitrag „Zum Aufbau religiöser Symbolerlebnisse“ wurde sie 1933 von der Universität Oslo mit der „Goldmedaille des Königs“ ausgezeichnet. In den 1930er Jahren publizierte sie als Mitglied des Psychologischen Instituts der Universität Oslo zu Themen der experimentellen Psychologie. 1937 veröffentlichte sie eine Einführung in allgemeine psychologische Grundbegriffe für Studierende und Forscher der Volkskunde. Die Norwegische Akademie der Wissenschaften in Oslo wählte Weiser-Aall 1937 zu ihrem ordentlichen Mitglied.
Um ihre Kinder als Witwe während der deutschen Okkupation Norwegens im Zweiten Weltkrieg versorgen zu können, wurde sie 1943 Mitarbeiterin und Vertrauensfrau des „Ahnenerbes“ der SS. Dort war sie dem Religionswissenschaftlichen Seminar der Reichsuniversität Straßburg unter Otto Huth zugeteilt und sollte Übersetzungen einschlägiger skandinavischer Fachliteraturen ins Deutsche erstellen, wie beispielsweise von Schriften des dänischen Mediävisten und Volkskundlers Axel Olrik (1864–1917).
Nach dem Zweiten Weltkrieg war Weiser-Aall bis zur Pensionierung zum Ende der 1960er Jahre als Kuratorin am Institut für „Norwegische Ethnologische Forschung“ wissenschaftlich tätig.

## Schriften (Auswahl)
- Jul. Weihnachtsgeschenke und Weihnachtsbaum: Eine volkskundliche Untersuchung ihrer Geschichte. Friedrich Andreas Perthes, Stuttgart / Gotha, 1923, DNB 578280663 (Dissertation).
- Altgermanische Jünglingsweihen und Männerbünde: Ein Beitrag zur deutschen und nordischen Altertums- und Volkskunde. Konkordia, Bühl (Baden), 1927, DNB 363037136 (Habilitation).
- Volkskunde und Psychologie: Eine Einführung. de Gruyter, Berlin / Leipzig, 1937, DNB 361860536.